# 6in4
6in4，有时称作简单互联网转换（SIT，Simple Internet Transition），是一种IPv6转换传送机制，是将IPv6的数据包直接封装在IPv4数据包中，通过IPv4链路一条明确配置的隧道中进行传送，相应定义在RFC 4213中（废除自RFC 2893和RFC 1933）。这种IPv4数据包的IP协议号为41，这个协议号专门定义为“IPv6封装（IPv6 encapsulation）”，在6in4中，其IPv6的数据包比特串直接跟接着IPv4的数据包头，这意味着IPv6数据包的负载量需要腾出至少20字节用于IPv4数据包头作为封装开销。6in4隧道又被称为“proto-41 static”，因为隧道端点是需要手动配置的，虽然如此，但也可以使用AICCU通过隧道信息与控制协议服务器通信获得配置信息来自动配置。
虽然名字相似、封装方法相同，6to4是将终端的IPv4地址嵌入到其IPv6地址，代替使用手工配置隧道终端信息，从而实现自动传输，而6over4则将IPv4基础网络视为数据链路层，通过特定的多播地址在IPv4网络进行多播来传输。ISATAP也同样使用相同的协议号和封装方法来封装数据包。

## 网络地址转换
當 6in4 穿隧中的一端是在網路地址轉換之後，在某些情況下使用者能使用DMZ。這些網路地址轉換路由路會傳遞所有進入的协议号为41的IPv4包转发到指定DMZ主机上，並使得隧道得以運作。
有些網路地址轉換裝置甚至允許 6in4 的轉換運算。

## 心跳和动态组隧道
尽管6in4隧道本质上是静态的，但在心跳协议的帮助下，仍然实现动态的隧道端点。心跳协议以当前的端点位置向隧道另一侧发出信号。然后，AICCU等工具可以更新端点，使端点实际上保持动态，同时仍然使用6in4协议。 这种隧道通常被称为“proto-41 heartbeat”隧道。

## 安全问题
6in4协议不提供安全特性，所以可以通过伪造IPv4源地址的数据包来侵入到6in4隧道中的IPv6通信中。可以通过在靠近真实源地址处部署网络入口过滤或者使用IPsec来解决。